# Mount Showers
Mount Showers är ett berg i Antarktis. Det ligger i Västantarktis. Argentina, Chile och Storbritannien gör anspråk på området. Toppen på Mount Showers är 751 meter över havet, eller 116 meter över den omgivande terrängen. Bredden vid basen är 1,4 km.
Terrängen runt Mount Showers är huvudsakligen kuperad, men åt nordost är den platt. Trakten är obefolkad. Det finns inga samhällen i närheten.